# Рор, Жан-Филипп
Жан-Филипп Рор (фр. Jean-Philippe Rohr; род. 23 декабря 1961, Мец) — французский футболист, полузащитник. Чемпион летних Олимпийских игр (1984).

## Карьера

### Клубная карьера
Во взрослом футболе дебютировал в 1979 году в клубе «Мец», за который выступал на протяжении первых шести сезонов своей игровой карьеры, приняв участие в 109 матчах. Вместе с командой в сезоне 1983/84 стал обладателем Кубка Франции.
В 1985 году перешёл в «Ниццу», где отыграл один сезон, после чего перешёл в другой французский футбольный клуб «Монако». В сезоне 1987/88 вместе с командой стал чемпионом Франции. В 1988 году вернулся в «Ниццу», где и завершил карьеру футболиста в 1991 году в возрасте 30 лет.

### Карьера в сборной
В 1987 году дебютировал в официальных матчах в составе сборной Франции по футболу, приняв участие в одном матче, в котором не отметился забитыми мячами. Кроме того, в 1984 году входил в состав олимпийской сборной Франции, которая представляла страну на футбольном турнире летних Олимпийских игр в Лос-Анджелесе, завоевав золотые медали.

## Достижения
«Мец»
- Обладатель Кубка Франции: 1983/84

«Монако»
- Чемпион Франции: 1987/88